# José Armando Carretta
José Armando Cougo Carretta (Bagé, 4 de maio de 1962) é um flautista , cantor, compositor, arranjador  e professor de música brasileiro. Sua trajetória musical acompanha diversos momentos da história da Música nativista e particularmente dos festivais nativistas característicos do estado do Rio Grande do Sul.

### Formação
No período de 1981 a 1983, estudou Flauta transversal em Porto Alegre com o professor Plauto Cruz e Zacarias Valiatti. Em 1988 na sua adolescência, formou-se em solfejo e Teoria musical no Instituto Municipal de Belas Artes (IMBA)  com a professora Leci Rizzi especializou em Teoria Musical e Ditado Rítmico,  com o professor Algacir Costa pela Ordem dos Músicos do Brasil (OMB)  em 1989. No Rio de Janeiro  especializou-se em Didática da Teoria com a professora Dra. Maria Aparecida Antonello. Em 2008 especializou-se através do curso de verão da Universidade Federal de Santa Maria na cidade de Vale Vêneto, com a professora Dra. Wendy Cohen dos Estados Unidos . Em 2010 estudou com o prof. Dr. Sérgio Gabriel Lauerta da Argentina . Em Joinville  especializou-se em Flauta doce com os mestres: Mario Videla (Argentina), Jorge Praiss (Brasil), Isolde Frank (Alemanha), Bernardo Toledo Piza de São Paulo

### Atuação profissional
José Armando atuou como jurado em diversos festivais como o Canto sem Fronteira  de 2011. E atuou como instrumentista em alguns festivais nativistas do estado do Rio Grande do Sul.
Carreta recebeu prêmios atuando como músico, um deles foi o premio de "Melhor Instrumentista" da 12ª Galponeira de Bagé Ficou interessado em nosso conteúdo e quer compartilhar? Utilize o link: http://www.gaz.com.br/conteudos/blog_mala_de_garupa/2015/11/17/61563-premiacao_da_12_galponeira_de_bage.html.php, ou as opções que colocamos em nossas páginas. Todo o nosso material editorial (textos, fotos, vídeos e artes) está protegido pela legislação brasileira sobre direitos autorais. Não é legal reproduzir o conteúdo em qualquer meio de comunicação, impresso ou eletrônico..
Além dos festivais profissionais, Carretta organizou e atuou em eventos como a noite da Bossa Nova que aconteceu na casa de cultura Pedro Wayne na cidade de Bagé.
Carreta é citado como influência musical por artistas, como Marcello Caminha e a cantora Deise Conceição Veiga (como professor) e o flautista João Pedro Pagliosa
Em 1990, Caminha criou um conjunto com José Armando Carretta chamado Pé na Estrada com um repertório de música nativista, e latino-americana.
Atualmente, Carretta ministra aulas de Flauta Transversal e de Flauta Doce, no Instituto Municipal de Belas Artes (Imba), na cidade de Bagé (Rio Grande do Sul).

## Discografia
• 2004 – Toda Liberdade